# Survol (Star Trek: Voyager)
„Survol” (titlu original: „Concerning Flight”) este al 11-lea episod din al patrulea sezon al serialului TV american științifico-fantastic Star Trek: Voyager și al 79-lea în total. A avut premiera la 26 noiembrie 1997 pe canalul UPN.

## Prezentare
Niște extratereștri fură mai multe componente cheie ale navei Voyager, ce sunt apoi recuperate cu ajutorul unei holograme a lui Leonardo Da Vinci (John Rhys-Davies).

## Actori ocazionali
- John Rhys-Davies - Leonardo da Vinci
- John Vargas - Tau
- Don Pugsley - Alien Visitor
- Doug Spearman - Alien Buyer